# 惠州府
惠州府，明朝时设置的府。

惠州府在广东省的位置（1820年）

洪武元年（1368年）改惠州路置，治所在归善县（今惠州市惠城区、惠阳区、惠东县以及深圳市东部地区）。辖境西起今广东九连山、罗浮山和潼湖，东有五华、兴宁及揭西西部地。也包括通行闽南语海陆豐話的海豐縣、陆豐縣。萬曆六年（1578年）后府与县分治，归善县移治今惠州市东北，府治在今惠州市。
清代廣東省的行政區。衝，繁，難。隸惠潮嘉道。雍正十一年（1733年）割出長樂、兴宁两地置嘉应州，辖境缩小。至此領州一、縣九：歸善縣、博羅縣、長寧縣、永安縣、海豐縣、陸豐縣、龍川縣、河源縣、和平縣、連平州。1912年废。

## 延伸阅读
[在维基数据编辑]
 《欽定古今圖書集成·方輿彙編·職方典·惠州府部》，出自陈梦雷《古今圖書集成》